# Koninklijke Rotterdamsche Lloyd
Koninklijke Rotterdamsche Lloyd – holenderskie przedsiębiorstwo żeglugowe, założone w Rotterdamie w 1883. Statki KRL odbywały regularne rejsy między Holandią a Indiami Wschodnimi (dzisiejsza Indonezja). W 1908 KRL zawarła porozumienie z dwoma innymi kompaniami, Stoomvaart Maatschappij Nederland (SMN) i Koninklijke Paketvaart Maatschappij (KPM) – NV Nederlandsche Scheepvaart Unie. Od 1947 pod nazwą Rotterdamsche Lloyd. W 1970 połączona z kilkoma innymi firmami w Nederlandsche Scheepvaart Unie (NSU), od 1977 znaną jako Nedlloyd.